# Ballon d’Or 2007

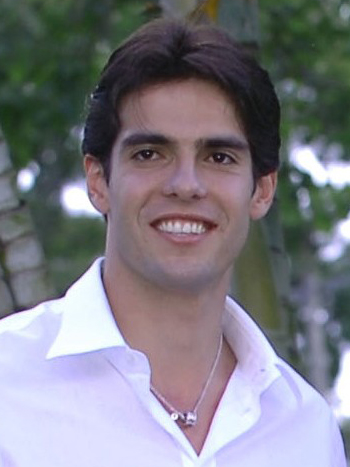
Weltfußballer des Jahres 2007: Kaká

Der 52. Ballon d’Or (französisch für Goldener Ball) der Zeitschrift France Football wurde 2007 erstmals für den „Weltfußballer des Jahres“ vergeben. Von 1956 bis 2006 wurde mit dem Ballon d’Or „Europas Fußballer des Jahres“ ausgezeichnet. Damit trat der Ballon d’Or in Konkurrenz zum seit 1991 vergebenen FIFA-Weltfußballer des Jahres.
Der erste nach diesem neuen Reglement ermittelte Sieger, der Brasilianer Kaká, wurde am 2. Dezember 2007 öffentlich bekannt gegeben. Er gewann den Ballon d’Or 2007 mit deutlichem Vorsprung vor Cristiano Ronaldo und Lionel Messi. Keiner dieser drei Spieler war im Vorjahr unter den zehn Besten gewesen; auch der Vorjahressieger Fabio Cannavaro landete 2007 mit fünf Punkten weit abgeschlagen auf Rang 24.
Kaká stand auf 95 der 96 Stimmzettel, davon 78 Mal auf Platz 1; lediglich der Juror aus Bosnien-Herzegowina gab ihm keinen Punkt.

## Abstimmungsverfahren
Verliehen wird der Preis von einer derzeit 96-köpfigen Jury, die sich wie folgt zusammensetzt:
- je ein Sportjournalist aus den Ländern der 53 Mitgliedsverbände der UEFA
- je ein Sportjournalist aus den derzeit 43 Ländern derjenigen außereuropäischen Verbände, die an mindestens einer Weltmeisterschaftsendrunde teilgenommen haben.[3]

Jeder Juror vergibt an fünf Spieler aus der von der France-Football-Redaktion vorgegebenen Liste mit 50 Vorschlägen 5, 4, 3, 2 bzw. einen Punkt. Dabei soll die gesamte Leistung der Spieler im jeweiligen Kalenderjahr gewürdigt werden. Sollten zwei oder mehr Spieler in der Summe die höchste Punktzahl erhalten, käme es zu einer Stichwahl.

## Ergebnis
1. Kaká  ( AC Mailand), 444 Punkte (95 Nennungen, davon 78 erste Plätze)
2. Cristiano Ronaldo ( Manchester United), 277 (82/8)
3. Lionel Messi ( FC Barcelona), 255 (79/6)
4. Didier Drogba ( FC Chelsea), 108 (44/1)
5. Andrea Pirlo ( AC Mailand), 41 (18/-)
6. Ruud van Nistelrooy ( Real Madrid), 39 (20/1)
7. Zlatan Ibrahimović ( Inter Mailand), 31 (11/1)
8. Cesc Fàbregas ( FC Arsenal), 27 (14/-)
9. Robinho ( Real Madrid), 24 (11/-)
10. Francesco Totti ( AS Rom), 20 (11/-)
11. Frédéric Kanouté ( FC Sevilla), 19 (9/-)
12. Ronaldinho ( FC Barcelona), 18 (9/-)
13. Steven Gerrard ( FC Liverpool), 17 (9/-)
14. Juan Román Riquelme ( Boca Juniors /  FC Villarreal), 15 (6/-)
15. Dani Alves ( FC Sevilla), 14 (7/-)

Paolo Maldini stand zwar nur auf drei Stimmzetteln (acht Punkte), einmal davon aber sogar auf dem ersten Platz. Von den in Deutschland spielenden Kandidaten erhielten Franck Ribéry zehn, Diego, Miroslav Klose und Luca Toni null Punkte.

## Kandidaten
Die Redaktion hatte folgende 50 Spieler vorgeschlagen. Mit Rogério Ceni (FC São Paulo), Yunis Mahmud (al-Gharafa Sports Club) und Guillermo Ochoa (Club América) wurden erstmals Spieler für den Ballon d’Or nominiert, die im gesamten Jahr bei keinem europäischen Verein spielten.
| - Éric Abidal ( Olympique Lyon / FC Barcelona) - Dani Alves ( FC Sevilla) - David Beckham ( Real Madrid / LA Galaxy) - Dimitar Berbatow ( Tottenham Hotspur) - Gianluigi Buffon ( Juventus Turin) - Fabio Cannavaro ( Real Madrid) - Iker Casillas ( Real Madrid) - Petr Čech ( FC Chelsea) - Rogério Ceni ( FC São Paulo) - Deco ( FC Barcelona) - Mahamadou Diarra ( Real Madrid) - Diego ( Werder Bremen) - Didier Drogba ( FC Chelsea) - Michael Essien ( FC Chelsea) - Samuel Eto’o ( FC Barcelona) - Cesc Fàbregas ( FC Arsenal) - Gennaro Gattuso ( AC Mailand) - Steven Gerrard ( FC Liverpool) - Ryan Giggs ( Manchester United) - Thierry Henry ( FC Arsenal / FC Barcelona) - Zlatan Ibrahimović ( Inter Mailand) - Filippo Inzaghi ( AC Mailand) - Kaká ( AC Mailand) - Frédéric Kanouté ( FC Sevilla) - Miroslav Klose ( FC Bayern München) | - Yunis Mahmud ( al-Gharafa Sports Club) - Paolo Maldini ( AC Mailand) - Florent Malouda ( Olympique Lyon / FC Chelsea) - Lionel Messi ( FC Barcelona) - Shunsuke Nakamura ( Celtic Glasgow) - Guillermo Ochoa ( Club América) - Andrea Pirlo ( AC Mailand) - Ricardo Quaresma ( FC Porto) - Raúl ( Real Madrid) - Franck Ribéry ( Olympique Marseille / FC Bayern München) - Juan Román Riquelme ( Boca Juniors / FC Villarreal) - Robinho ( Real Madrid) - Ronaldinho ( FC Barcelona) - Cristiano Ronaldo ( Manchester United) - Wayne Rooney ( Manchester United) - Paul Scholes ( Manchester United) - Clarence Seedorf ( AC Mailand) - Carlos Tevez ( West Ham United / Manchester United) - Luca Toni ( AC Florenz / FC Bayern München) - Fernando Torres ( Atlético Madrid / FC Liverpool) - Francesco Totti ( AS Rom) - Kolo Touré ( FC Arsenal) - Ruud van Nistelrooy ( Real Madrid) - Robin van Persie ( FC Arsenal) - David Villa ( FC Valencia) |

## Statistik
Alle Angaben aus France Football vom 4. Dezember 2007, S. 4–52

### Voten der Redaktionen aus deutschsprachigen Ländern
- Deutschland (Sportinformationsdienst): 1. Kaká, 2. Messi, 3. Ribéry, 4. C. Ronaldo, 5. Kanouté
- Liechtenstein (Liechtensteiner Vaterland): 1. Kaká, 2. Alves, 3. Pirlo, 4. Ronaldinho, 5. Gerrard
- Luxemburg (La Voix du Luxembourg): 1. Kaká, 2. C. Ronaldo, 3. Drogba, 4. Messi, 5. Gerrard
- Österreich (ORF Sport): 1. Kaká, 2. Messi, 3. C. Ronaldo, 4. Inzaghi, 5. Čech
- Schweiz (TSR): 1. Kaká, 2. Drogba, 3. C. Ronaldo, 4. Pirlo, 5. Messi

### Bemerkenswertes
- Die ersten drei Spieler der Gesamtwertung – Kaká, Cristiano Ronaldo und Messi – fanden sich auf 36 der 96 Stimmzettel ebenfalls auf den ersten drei Plätzen wieder, auf 13 davon auch in exakt dieser Reihenfolge.
- Sechs Stimmzettel (aus Brasilien, Frankreich, Litauen, Paraguay, Portugal und der Schweiz) enthielten sogar alle fünf Besten der Gesamtwertung, allerdings brachte keiner dieser Juroren diese Spieler in die richtige Reihenfolge.
- Die bosnische Jury stimmte gegen den Mainstream ab: hinter Ibrahimović, Inzaghi, Rooney und Ribéry setzte sie als einzigen der Gesamt-Top 5 Drogba auf Rang fünf; auf zwölf weiteren Stimmzetteln fanden sich nur jeweils zwei der fünf Gesamtbesten wieder.
- Drei der vier in diesem Jahr nicht in Europa spielenden Fußballer wurden, anders als 15 weitere Kandidaten, jeweils auf mindestens einem Stimmzettel genannt: Je einen Punkt erhielten Ceni aus Argentinien, El Salvador und Kolumbien, Mahmud aus Ägypten und Aserbaidschan sowie Ochoa aus Mexiko. Lediglich Beckham ging leer aus.

### Erfolgreichste Nationen
1. Brasilien: 503 Punkte, verteilt auf 5 Spieler (von 6 Kandidaten)
2. Portugal: 277 Punkte (für einen Spieler von 3 Kandidaten)
3. Argentinien: 271 Punkte (für 3 Spieler von 3 Kandidaten)
4. Elfenbeinküste: 108 Punkte (für einen Spieler von 2 Kandidaten)
5. Italien: 100 Punkte (für 7 Spieler von 8 Kandidaten)
6. Niederlande: 47 Punkte (für 3 Spieler bei 3 Kandidaten)
7. Schweden: 31 Punkte (für den einzigen Kandidaten)
8. Spanien: 30 Punkte (für 2 Spieler von 5 Kandidaten)
9. England: 21 Punkte (für 2 Spieler von 4 Kandidaten)
10. Mali: 19 Punkte (für einen Spieler von 2 Kandidaten)